# رضا اسپیلی

رضا اسپیلی (با نام کامل رضا مرادی اسپیلی، زادهٔ ۱۳۵۲، تهران) شاعر، مترجم و روزنامه‌نگار ایرانی–فرانسوی است.

## زندگی‌نامه
فعالیت‌های ادبی رضا اسپیلی با انتشار شعرهایش در ماه‌نامهٔ چیستا و سپس ماه‌نامهٔ کلک آغاز شد. مجموعهٔ شعرهای او با عنوان درها و کوچه در سال ۱۳۸۶ به چاپ رسید.
در سال ۱۳۸۰، ترجمهٔ او از کتاب کاندید، نوشتهٔ ولتر، منتشر شد و تا کنون شش بار تجدید چاپ شده است. فعالیت‌های او در زمینهٔ ترجمه در سال‌های بعد با ترجمهٔ آثاری در زمینهٔ علوم اجتماعی، از جمله کتاب فاشیسم و بنگاه‌های کلان اقتصادی (تهران ۱۳۸۳) تألیف جامعه‌شناس فرانسوی دانیل گرن، ادامه پیدا کرد.

از او همچنین مقالات، اشعار و مصاحبه‌هایی در نشریات مختلف منتشر شده است. او از سال ۱۳۸۳، با آغاز انتشارِ ماه‌نامهٔ نقد نو به هیئت دبیران آن پیوست؛ ابتدا به‌عنوان دبیر سرویس فرهنگی و سپس در شش شمارهٔ آخرِ ماه‌نامه، منتهی به تیر ماه ۱۳۸۶، به‌عنوان دبیر شورای نویسندگان.

رضا اسپیلی وبسایت روزگار را در سال ۱۳۸۳ تأسیس کرده است و مجموعه‌ای از نوشته‌ها و ترجمه‌های او، به صورت کتاب یا مقاله، در این وبسایت در دسترس است.
او از سال ۱۳۹۰ در فرانسه زندگی می‌کند. در فرانسه، شعرهایی از او در مجلات ادبی چون A و Mot à Maux چاپ شده‌اند.

## کتاب‌ها
- درها و کوچه، مجموعه شعر[۱]

## ترجمه
- دستور زبان کاربردی انگلیسی، انتشارات آکسفورد همراه با افزودنی‌هایی برای راهنمایی مترجمان از انگلیسی به فارسی[۷]
- سوسیالیسم، ارنستو چه‌گوارا و فیدل کاسترو[۸]
- کاندید یا خوش‌بینی، ولتر[۲]
- فاشیسم و بنگاه‌های کلان اقتصادی، دانیل گرن[۳] (بعداً با ویراست تازه و به‌صورت الکترونیکی در وبسایت روزگار منتشر شد[۹])
- هنر و انقلاب، لئون تروتسکی[۱۰]
- نبرد با فاشیسم در آلمان و ایالات متحد، لئون تروتسکی، جری فولی و ملیک مایا[۱۱]

### کتاب‌های الکترونیکی
- زیان‌های انرژی هسته‌ای و مواد پرتوزا، فرد هالستد[۱۲]
- پویش انقلابیِ رهایی زنان، جرج نُواک[۱۳]
- قدرت بسیار خطرناک، خاورمیانه و سیاست خارجی آمریکا، نوام چامسکی و جلبیر اشقر[۱۴]
- تاملاتی در باب آنارشیسم، نوام چامسکی[۱۵]
- نه خدا، نه ارباب؛ تاریخچهٔ آنارشیسم (فیلم‌نامه)، تانکرد رامونه[۱۶]
- نظری دربارهٔ رمان، مارکی دُ ساد[۱۷]
- انقلاب فرانسه و ما، دانیل گرن[۱۸]